# Крокодилови гущери
Крокодиловите гущери (Xenosauridae) са семейство влечуги от разред Люспести (Squamata).
Таксонът е описан за пръв път от американския палеонтолог Едуард Дринкър Коуп през 1867 година.

## Родове
- †Exostinus
- †Restes
- Xenosaurus – Ксенозаври
- †Xenostius
- †Shestakovia
- †Blutwurstia